# Mitsuru Komaeda
Mitsuru Komaeda (Prefettura di Iwate, 14 aprile 1950) è un allenatore di calcio ed ex calciatore giapponese, di ruolo attaccante.

## Statistiche

### Presenze e reti nei club
| Stagione | Squadra          | Campionato | Campionato | Campionato |
| Stagione | Squadra          | Comp       | Pres       | Reti       |
| -------- | ---------------- | ---------- | ---------- | ---------- |
| 1973     | Towa Real Estate | JSL1       | ?          | ?          |
| 1974     | Towa Real Estate | JSL1       | ?          | ?          |
| 1975     | Towa Real Estate | JSL1       | ?          | ?          |
| 1976     | Fujita Kogyo     | JSL1       | ?          | ?          |
| 1977     | Fujita Kogyo     | JSL1       | 18         | ?          |
| 1978     | Fujita Kogyo     | JSL1       | ?          | ?          |
| 1979     | Fujita Kogyo     | JSL1       | 18         | ?          |
| 1980     | Fujita Kogyo     | JSL1       | ?          | ?          |
| 1981     | Fujita Kogyo     | JSL1       | 18         | ?          |
| 1982     | Fujita Kogyo     | JSL1       | ?          | ?          |
|          | Totale           |            | 178        | 18         |